# Чиполина, Рой
Рой Чиполина (20 января 1983, Лондон, Великобритания) — гибралтарский футболист, защитник.

## Карьера в сборной
Играет в сборной с ноября 2013 года, когда команда Гибралтара провела свой первый официальный матч со сборной Словакии. Игра завершилась безголевой ничьей. 2 марта 2014 года забил первый официальный гол на 21 минуте против сборной Фарерских островов, однако, матч был проигран со счётом 1:4.
9 октября 2024 года завершил карьеру профессионального футболиста.

### Матчи и голы за сборную Гибралтара
| Матчи и голы за сборную Гибралтара | Матчи и голы за сборную Гибралтара | Матчи и голы за сборную Гибралтара | Матчи и голы за сборную Гибралтара | Матчи и голы за сборную Гибралтара | Матчи и голы за сборную Гибралтара | Матчи и голы за сборную Гибралтара |
| ---------------------------------- | ---------------------------------- | ---------------------------------- | ---------------------------------- | ---------------------------------- | ---------------------------------- | ---------------------------------- |
| №                                  | Дата                               | Оппонент                           | Счёт                               | Голы игрока                        | Соревнование                       |                                    |
| 1                                  | 19 ноября 2013                     | Словакия                           | 0:0                                | -                                  | Товарищеский матч                  |                                    |
| 2                                  | 1 марта 2014                       | Фареры                             | 1:4                                | 1                                  | Товарищеский матч                  |                                    |
| 3                                  | 5 марта 2014                       | Эстония                            | 0:2                                | -                                  | Товарищеский матч                  |                                    |
| 4                                  | 26 мая 2014                        | Эстония                            | 1:1                                | -                                  | Товарищеский матч                  |                                    |
| 5                                  | 4 июня 2014                        | Мальта                             | 1:0                                | -                                  | Товарищеский матч                  |                                    |
| 6                                  | 7 сентября 2014                    | Польша                             | 0:7                                | -                                  | Отбор на Евро 2016                 |                                    |
| 7                                  | 11 октября 2014                    | Ирландия                           | 0:7                                | -                                  | Отбор на Евро 2016                 |                                    |
| 8                                  | 14 октября 2014                    | Грузия                             | 0:3                                | -                                  | Отбор на Евро 2016                 |                                    |
| 9                                  | 14 ноября 2014                     | Германия                           | 0:4                                | -                                  | Отбор на Евро 2016                 |                                    |
| 10                                 | 29 марта 2015                      | Шотландия                          | 1:6                                | -                                  | Отбор на Евро 2016                 |                                    |
| 11                                 | 13 июня 2015                       | Германия                           | 0:7                                | -                                  | Отбор на Евро 2016                 |                                    |
| 12                                 | 4 сентября 2015                    | Ирландия                           | 0:4                                | -                                  | Отбор на Евро 2016                 |                                    |
| 13                                 | 19 ноября 2015                     | Польши                             | 1:8                                | -                                  | Отбор на Евро 2016                 |                                    |
| 14                                 | 8 октября 2015                     | Грузия                             | 0:4                                | -                                  | Отбор на Евро 2016                 |                                    |
| 15                                 | 11 октября 2015                    | Шотландия                          | 0:6                                | -                                  | Отбор на Евро 2016                 |                                    |
| 16                                 | 6 сентября 2016                    | Лихтенштейн                        | 0:0                                | -                                  | Товарищеский матч                  |                                    |

Итого по официальным матчам: 16 матчей / 1 гол; 1 победа, 3 ничьи, 12 поражений.

## Личная жизнь
Двоюродный брат Роя — Джозеф (р. 1987) также футболист, один из наиболее успешных игроков сборной Гибралтара. Также в футбол играют два других двоюродных брата — Кеннет (р. 1994) и Майкл (р. 2000).